# Iván Thays
Iván Thays (Lima, 21 oktober 1968) is een Peruviaans schrijver, hoogleraar en tv-presentator.

## Levensloop
Thays studeerde taal en literatuur aan de Pauselijke Katholieke Universiteit van Peru. Na zijn studie werd hij hoogleraar aan deze universiteit.
In 1992 debuteerde hij met Las fotografías de Frances Farmer (De foto's van Frances Farmer) dat hem meteen een goede ontvangst opleverde. Hierna volgden meer boeken van zijn hand, als El viaje interior, La disciplina de la vanidad, Un lugar llamado Oreja de Perro en meer. In 2006 bracht hij de bundel Pasajeros Perdurables - Historias de escritores viajeros uit, met zijn selectie verhalen van andere schrijvers die in ballingschap hadden geleefd. Thays schreef hier zelf het voorwoord voor.
Thays wordt gezien als een vernieuwer in de Peruviaanse literatuur. Alonso Cueto schreef over hem: "Er bestaat in Peru een nieuwe generatie schrijvers die wil breken met de gebruikelijke schrijfvorm van realistische romans. Iván Thays en Mario Bellatin zijn de leermeesters in deze groep jonge schrijvers." Ook van andere schrijvers kreeg hij positieve kritieken, zoals van Mario Vargas Llosa die hem omschreef als "een van de meest interessante nieuwe schrijvers die de laatst jaren in Latijns-Amerika zijn opgekomen."
Tot drie maal behaalde hij met zijn werk een finaleplaats bij belangrijke prijzen. In 1998 was dit het geval tijdens de Premio Copé met zijn korte verhaal La ópera gris. In 2001 behaalde hij een finaleplaats met zijn roman La disciplina de la vanidad tijdens de Premio Rómulo Gallegos. Vervolgens kwam hij in 2008 opnieuw in de finale te staan. Ditmaal was dat tijdens de Premio Herralde met zijn roman Un lugar llamado Oreja de Perro. In alle drie gevallen ging hij echter niet met de hoofdprijs naar huis. In 2007 werd hij in Bogota uitgeroepen tot een van de 39 beste Latijns-Amerikaanse jonge schrijvers.
In het jaar 2000 begon hij met de presentatie van het literair-kritische tv-programma Vano Oficio op TV Perú. Het programma was populair onder het publiek en vernieuwend voor Peru. Vanwege zijn pioniersrol werd hij hetzelfde jaar bekroond met een Prins Claus Prijs. Hij bleef het programma presenteren tot het in 2008 van de tv werd gehaald.
In 2005 startte hij een eigen literair weblog met de naam Moleskine Literario. Daarnaast houdt hij ook andere webslogs bij, zoals het literaire weblog van de Spaanse krant El País. In 2012 postte hij het artikel Con la tinta aún húmeda op het weblog van El País met forse kritiek op de Peruviaanse keuken dat hij kwalificeerde als onverteerbaar en weinig gezond. Als reactie op zijn post ontspon zich een hoogoplopende polemiek met replieken van belangrijke personen uit de Peruviaanse gastronomie zoals Gastón Acurio, journalisten als tv-persoonlijkheid Beto Ortiz, politici en andere schrijvers.